# 云南柴胡
云南柴胡（学名：Bupleurum yunnanense）为伞形科柴胡属下的一个种。其种加词“yunnanense”意为“云南的”。